# Шехтман, Мануил Иосифович

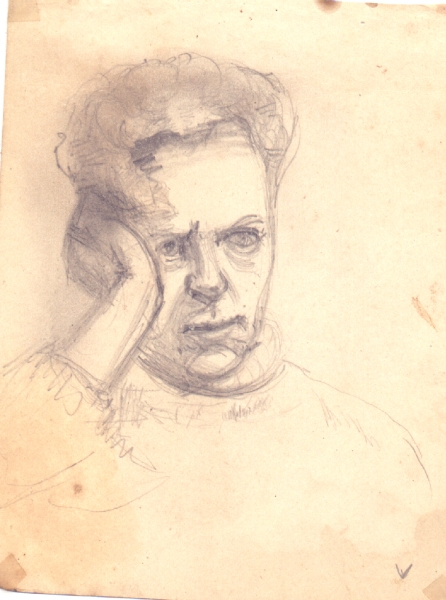
Мануил Шехтман. Автопортрет

Мануил (Эммануил) Иосифович Шехтман (укр. Мануїл Йосипович Шехтман; 1900, Липники — 1941, под Москвой) — советский живописец. Брат поэтессы Бат-Хама (Малка Шехтман).

## Биография
Мануил Шехтман родился 2 февраля 1900 года в селе Липники (ныне Житомирская область Украины) в еврейской семье. Детство провёл у деда в Норинске, там он учился в хедере. В 1913—1920 годах Шехтман учился в Киевском художественном училище. С 1922 по 1926 год учился в Киевском художественном институте (мастерская М. Бойчука). В 1919—1921 годах сотрудничал с отделением еврейской организации Тарбут в Киеве, принимал участие в оформлении нескольких спектаклей её театральной студии «Омманут». В 1925–1927 годах был преподавателем рисования в Киевском еврейском сиротском доме. С 1926 года член Ассоциации революционного искусства Украины, участвовал в нескольких её выставках. В 1928 году вместе с другими художниками «бойчукистами» (последователями М. Бойчука) участвовал в росписи Крестьянского санатория им. ВУЦИК в Одессе. С 1928 года был заведующим постановочной частью Киевского еврейского театра рабочей молодежи («Югарт»), принимал участие в оформлении ряда спектаклей. С 1929 года — заведующий художественным отделом Одесского музея еврейской культуры. В начале 1930-х годов началась разгромная кампания против «бойчукистов», после чего Шехтман был отстранён от всех должностей. В 1934 году переехал в Москву, где устроился на работу в бригаду по оформлению праздничных шествий и парков. В 1939 году участвовал в оформлении спектакля «Гершеле Острополер» в ГОСЕТе.
После начала Великой Отечественной войны ушёл добровольцем в ополчение. Погиб в 1941 году в Битве за Москву.
Среди его произведений — картины «Дина» (1926), «Мать» (1927), «Погромленные» (1927), «Переселенцы» (1929), «Ужасы войны» (1938).

## Семья
- Сестра: Малка Иосифовна Шехтман (М. Бат-Хама) — еврейская советская поэтесса и театральный деятель.
- Сын: Марк Мануилович Шехтман — израильский художник.

## Живописные работы

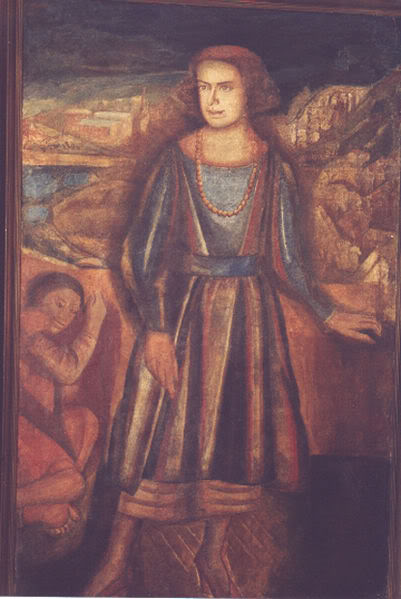
«Дина», 1926, собрание М. Шехтмана
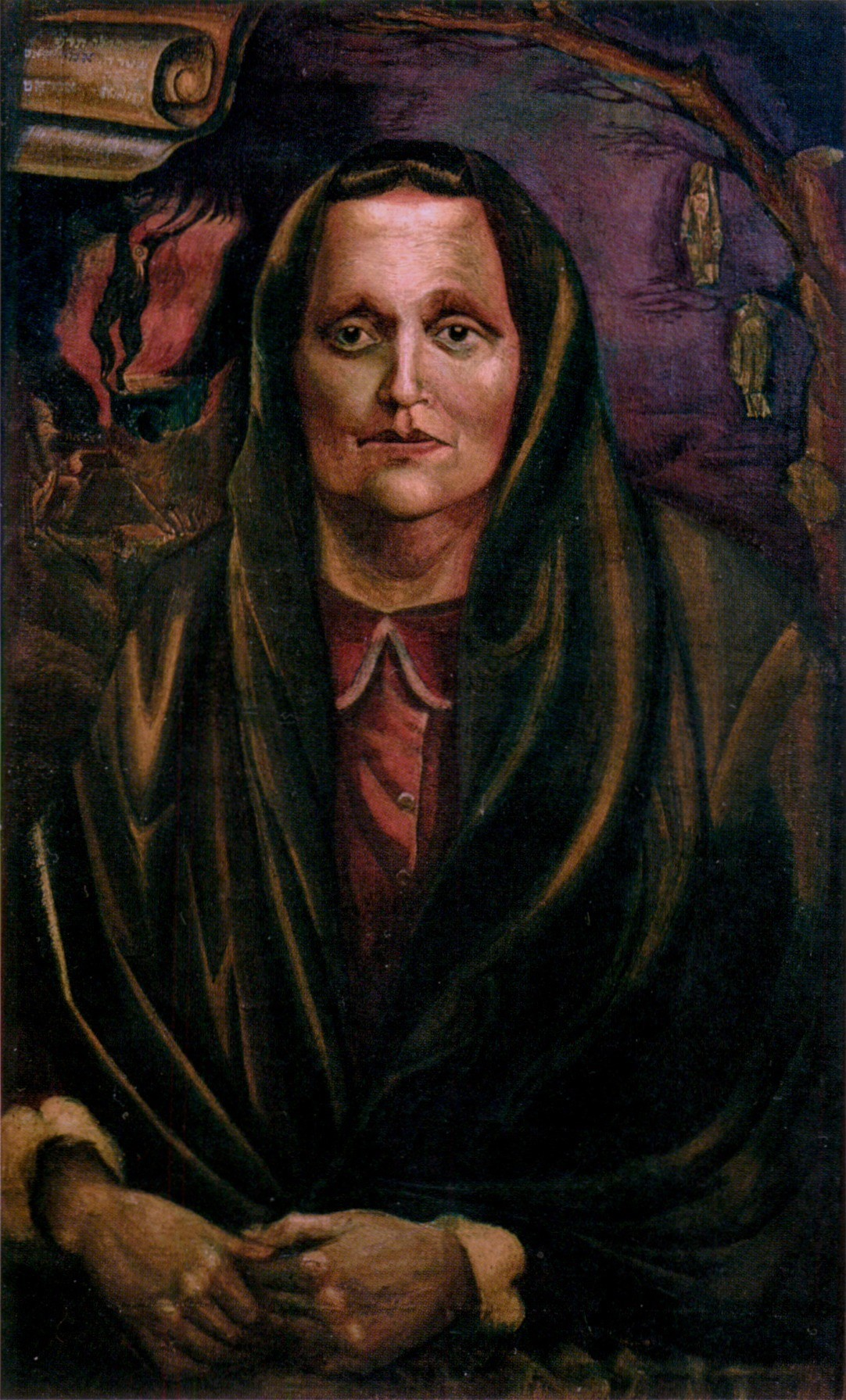
«Мать», 1927, Киевский музей украинского искусства
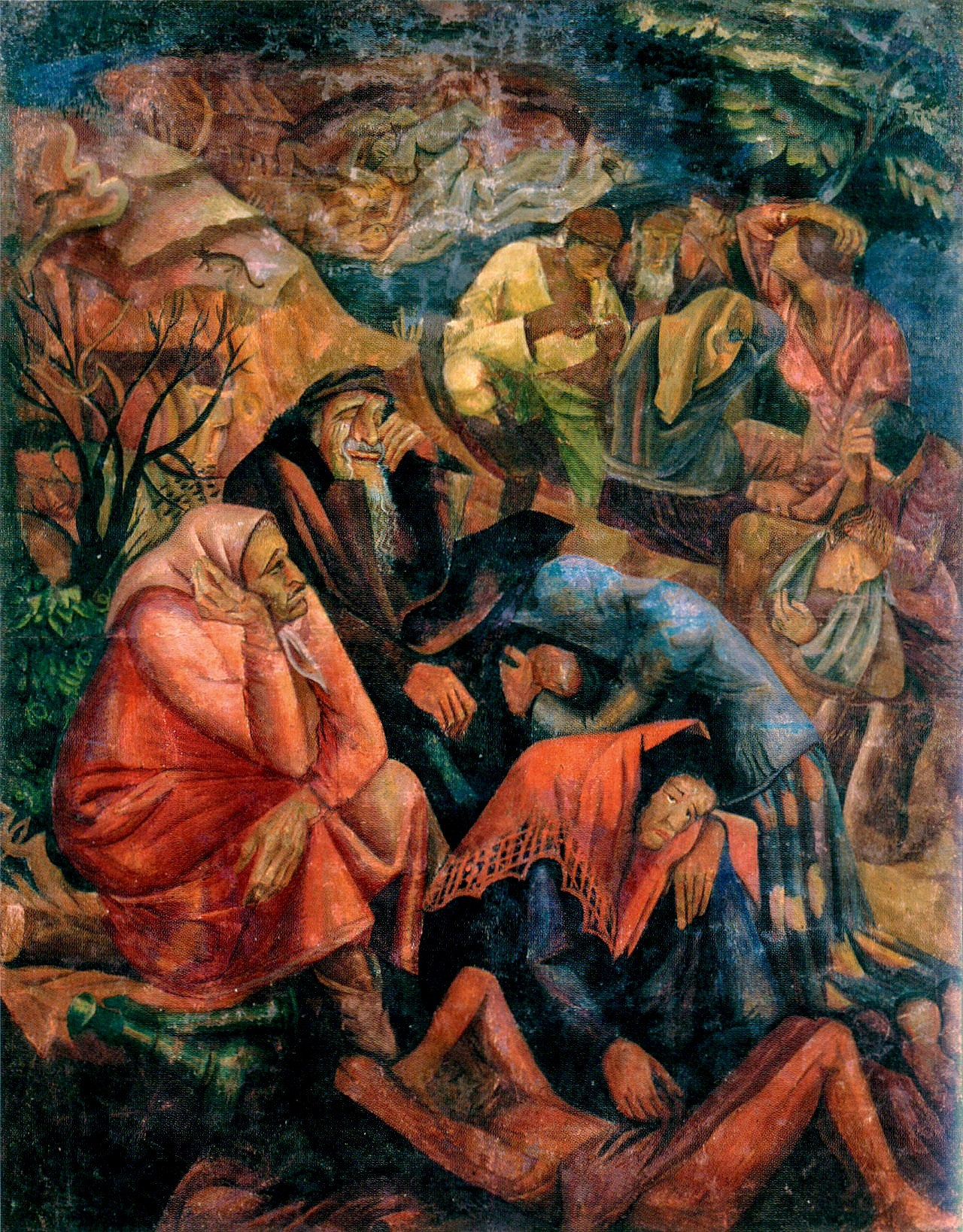
«Погромленные», 1927, Киевский музей украинского искусства
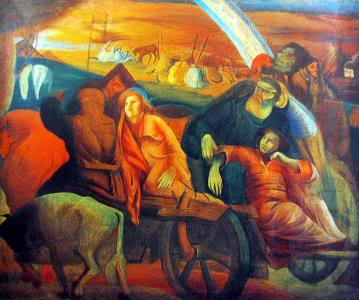
«Переселенцы», 1929, Киевский музей украинского искусства